# Бен-Симон, Даниэль
Даниэль Бен-Симон (ивр. דניאל בן סימון‎; род. 29 апреля 1954 года, Марокко) — израильский политик, журналист. Депутат кнессета 18-го созыва от партии «Авода».

## Биография
Даниэль Бен-Симон родился 29 апреля 1954 года в Марокко. В 1969 году репатриировался в Израиль. Служил в Армии обороны Израиля в период с 1972 по 1976 год, в бригаде Голани. Учился в Университете Хайфы, получил степень бакалавра в области политологии и социологии. Позже продолжил обучение в Бостонском университете, получив степень магистра (в области журналистики).
Написал четыре книги, участвовал в создании документальных фильмов по своим книгам. Работал в газете «Давар», а затем в газете «Гаарец». За журналистскую деятельность был награждён премией имени Нахума Соколова. Раньше Бен-Симон преподавал в «Академическом колледже Сапир» и колледже имени Артура Руппина.
В июне 2008 года объявил о том, что покидает журналистику и уходит в политику. В предвыборном списке «Аводы» он занял 11-е место, и прошел в кнессет, так как партия получила тринадцать мандатов. В кнессете 18-го созыва он получил должность председателя фракции «Авода», но позже отказался от этой должности. Протестовал против вхождения партии в состав правительства Нетаньяху.
25 января 2011 года Бен-Симон на заседании «лобби за еврейско-арабское сближение» сказал о русскоязычных депутатах кнессета: «Они говорят на иврите, как будто камни ворочают, а уже судят других». Также он оскорбил поселенцев, назвав их «каханистской заразой, проникшей в кнессет» Его раскритиковали многие израильские парламентарии, такие как Узи Ландау, Марина Солодкина, Лимор Ливнат, Ицхак Герцог и другие. Позже Бен-Симон извинился перед «русской» общиной Израиля с трибуны кнессета.
Бен-Симон владеет французским и английским языками, а также ивритом. Он имеет четверых детей, разведён, живёт в Тель-Авиве.